# 伊行末
伊 行末（い ぎょうまつ、い の ゆきすえ、? - 文応元年7月11日（1260年8月19日））は、鎌倉時代の石工。南宋時代に明州付近で生まれ、鎌倉時代初頭に来日し南都焼討後の東大寺復興にあたった。我が国の石工集団「伊派」の創始者であり、彼の子孫は「伊」「猪」「井」を冠する苗字を名乗り（例えば伊野、猪野、井野）、日本各地にその足跡を残している。

## 作品
- 新大仏寺本尊石造台座、建仁2年（1202年）重要文化財
- 大野寺弥勒磨崖仏、承元3年（1209年）史跡
- 大蔵寺十三重石塔、延応2年（1240年）奈良県指定文化財
- 般若寺十三重石塔、建長5年（1253年）重要文化財
- 東大寺法華堂石燈籠、建長6年（1254年）重要文化財

この他、確証はないものの、重要文化財「東大寺南大門石獅子一対（建久7年（1196年））」も伊行末が関与したものとして有力視されている。

## 参考資料
- 川勝政太郎、五味義臣「石の奈良」東京新聞出版局